# 삼십육계 줄행랑
삼십육계 줄행랑은 한국에서 제작된 심우섭 감독의 1970년 영화이다. 구봉서 등이 주연으로 출연하였고 박원석 등이 제작에 참여하였다.

## 출연

### 주연
- 구봉서
- 김희갑
- 황정순

## 제작진
- 조명: 김경준
- 미술: 노인택